# Sent Laurenç deis Aubres
Sent Laurenç deis Aubres (en francès Saint-Laurent-des-Arbres) és un municipi francès situat al departament del Gard i a la regió d'Occitània.